# Râul Rotund
Râul Rotund este un râu din România, afluent al râului Râcu. 